# Płatonóg nakłuwacz
Płatonóg nakłuwacz (Leptoglossus zonatus) – gatunek pluskwiaka z rodziny wtykowatych (Coreidae).

## Opis
Średnia długość imago wynosi 19–21 cm. Ubarwienie ciała ciemne; może być szare, czarne bądź brunatne. Głowa wydłużona pomiędzy czułkami, z trzema czerwonawymi smugami. Dwie z nich biegną po bokach głowy, a trzecia pośrodku. Czułki długie i cienkie; pierwszy człon łukowato wygięty do przodu. Przedplecze z przodu wąskie z dwiema owalnymi, żółtymi lub pomarańczowymi plamami, a z tyłu szerokie o szpiczastych bokach. Na pokrywach obecna jasna pozioma przepaska o zygzakowatym kształcie, która u niektórych osobników może zanikać. Zakrywka czarna. Connexivum ciemne z wąskimi, jasnymi paskami. Tylne uda z licznymi, krótkimi ostrogami. Tylne golenie płatowato zgrubiałe.

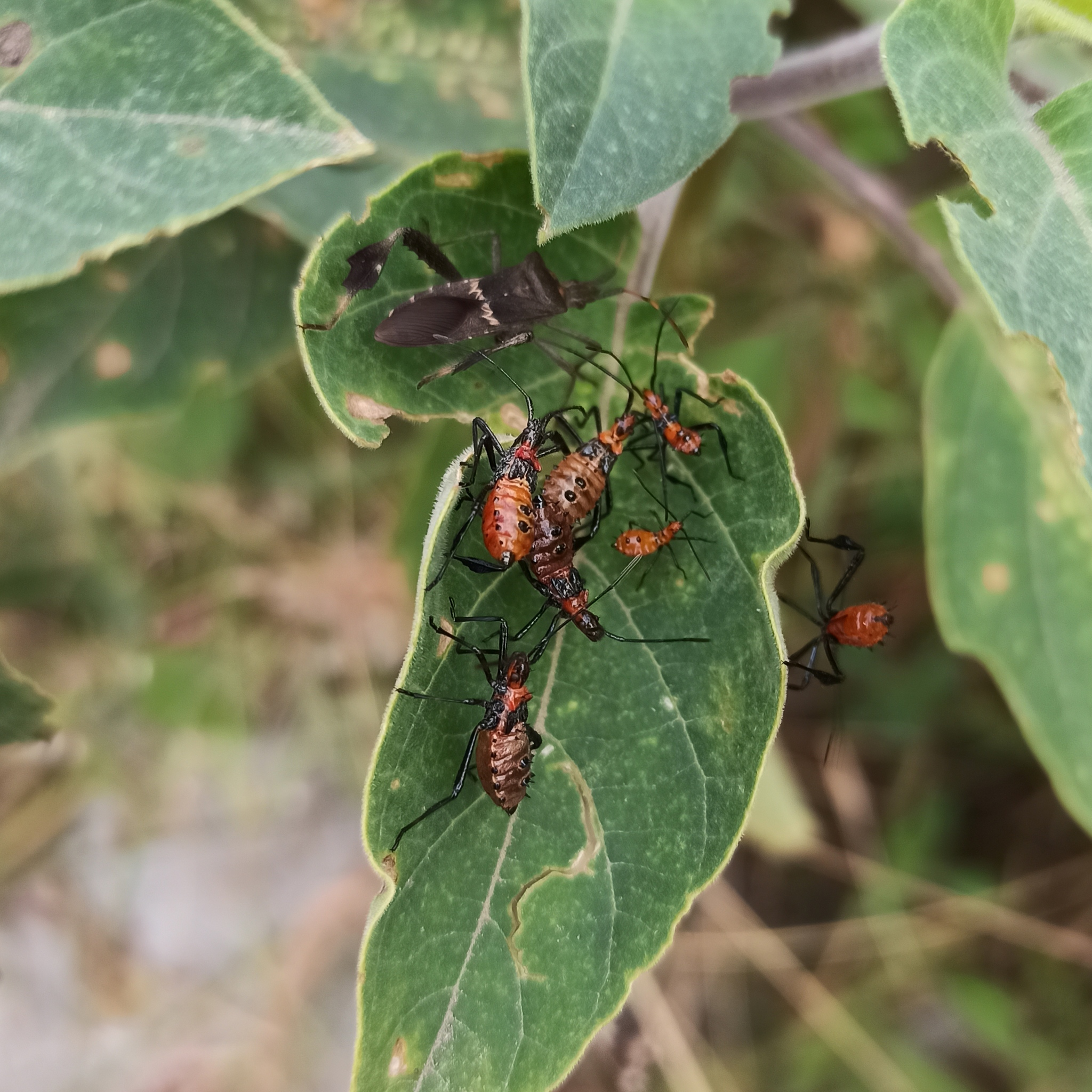
Imago wraz z nimfami w różnych stadiach rozwoju

Ubarwienie nimfy zmienne; może być jasnobrązowe, pomarańczowe lub czerwone. Przed przeobrażeniem ciemnieją.

## Biologia
Imagines i nimfy żerują na wielu różnych gatunkach drzew i krzewów, wysysając soki z ich nasion oraz owoców. Żerowanie stwierdzono m.in. na pistacjach, migdałach, mandarynkach, granatach, jastrofach, kukurydzy czy pomidorach. Najczęściej spotykany w lasach, ogrodach oraz na plantacjach roślin żywicielskich. Do rozrodu dochodzi z początkiem wiosny. Wkrótce potem pojawiają się pierwsze nimfy. Do przeobrażenia dochodzi po ok. 50 dniach. W Kalifornii notuje się trzy pokolenia w sezonie. Zimują osobniki dorosłe.
W celach obronnych płatonogi potrafią wydzielać ze swoich ciał feromony alarmujące. Wytwarzane są także feromony służące do przyciągania innych osobników oraz do oznaczania roślin żywicielskich.

## Występowanie
Zamieszkuje obie Ameryki od północy Argentyny do południowych stanów USA. Notowany z Argentyny, Paragwaju, Brazylii, Boliwii, Peru, Ekwadoru, Kolumbii, Wenezueli, Panamy, Kostaryki, Nikaragui, Hondurasu, Salwadoru, Gwatemali, Meksyku oraz USA (Kalifornia, Newada, Arizona, Nowy Meksyk, Teksas, Luizjana, Missisipi, Alabama, Georgia, Floryda, Karolina Południowa).

## Płatonóg nakłuwacz a działalność człowieka
Uważany za poważnego szkodnika upraw drzew i krzewów owocowych, a także kukurydzy. Żerowanie pluskwiaków na owocach tychże roślin powoduje ich obumieranie, co znacząco pogarsza ilość i jakość zbiorów.